# Stazione di Omata
La stazione di Omata (小俣駅?, Omata-eki) è una stazione ferroviaria della città di Ashikaga, nella prefettura di Tochigi gestita dalla JR East.

## Linee
JR East
■ Linea Ryōmō

## Struttura
La stazione è realizzata in superficie, con un marciapiede a isola e due binari passanti.
| Binario | Linea         | Destinazioni principali             |
| ------- | ------------- | ----------------------------------- |
| 1       | ■ Linea Ryōmō | Kiryū, Isesaki, Maebashi e Takasaki |
| 2       | ■ Linea Ryōmō | Ashikaga, Tochigi e Oyama           |

## Stazioni adiacenti
| «           | Servizio    | »           |
| Linea Ryōmō | Linea Ryōmō | Linea Ryōmō |
| ----------- | ----------- | ----------- |
| Kiryū       | -           | Yamamae     |